# Accor Arena

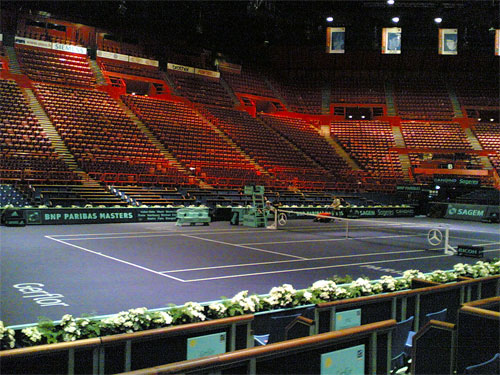
Tenisový dvorec během BNP Paribas Masters (2006)

Accor Arena (dříve Palais omnisports de Paris-Bercy, česky Palác různých sportů Paříž-Bercy nebo jen Bercy Arena), je víceúčelová sportovní hala, která se nachází v Paříži ve 12. obvodu ve čtvrti Bercy na Boulevardu de Bercy. Leží na pravém břehu řeky Seiny mezi parkem Bercy a budovou ministerstva financí. Jejím majitelem je město Paříž.[zdroj⁠?!]
Vnitřní prostor umožňuje konání mnoha druhů sportů včetně vodních a zimních a různá kulturní vystoupení. Tuto halu využívá při koncertních turné mnoho významných zpěváků a hudebníků.

## Historie
V 70. letech 20. století vznikl plán na celkovou rekonstrukci čtvrti Bercy. Palais Omnisport byl součástí velkého městského projektu na rozvoj v této oblasti Paříže, který těžil z dobré dopravní obslužnosti (Lyonské nádraží, RER, metro, přivaděč na pravém břehu od městského okruhu).
Koncem října 1979 začaly průzkumné práce. Samotná výstavba začala 30. března 1981 a skončila v prosinci 1983. Slavnostní otevření proběhlo dne 3. února 1984 za přítomnosti pařížského starosty Jacquese Chiraca, kdy se zde jako první konaly závody v dráhové cyklistice. Druhou sportovní disciplínou byly fotbalové zápasy 14. a 15. února 1984 klubu Paris Saint-Germain. První hudební koncert proběhl 29. února 1984 a vystoupila na něm německá skupina Scorpions.

## Architektura
Na stavbě spolupracovali architekti Michel Andrault, Pierre Parat a Aydin Guvan. Celková plocha činí 55 000 m² a kapacita hlediště se v závislosti na využití pohybuje od 3 500 po 18 000 osob.
Hala se skládá z hlavního prostoru s průměrným počtem 17 000 sedadel a několika menších přilehlých sálů, z nichž jeden má ledovou plochu. Hlavní prostor nabízí dokonalou viditelnost ze všech stran, protože v hledišti nejsou žádné podpůrné sloupy. Vnější vzhled stavby připomíná pyramidu, jejíž stěny jsou pokryté trávníkem. Na stavbě je umístěná výrazná ocelová konstrukce. Ta slouží jako koleje pro dopravníky a jeřáby, které umožňují v krátké době manipulaci s vnitřním zařízením a změnit tak rychle vnitřní uspořádání haly. Díky zařízení, které bylo tímto způsobem navrženo a postaveno poprvé na světě, nejsou uvnitř haly omezení pro akustiku, osvětlení a speciální efekty.

## Využití

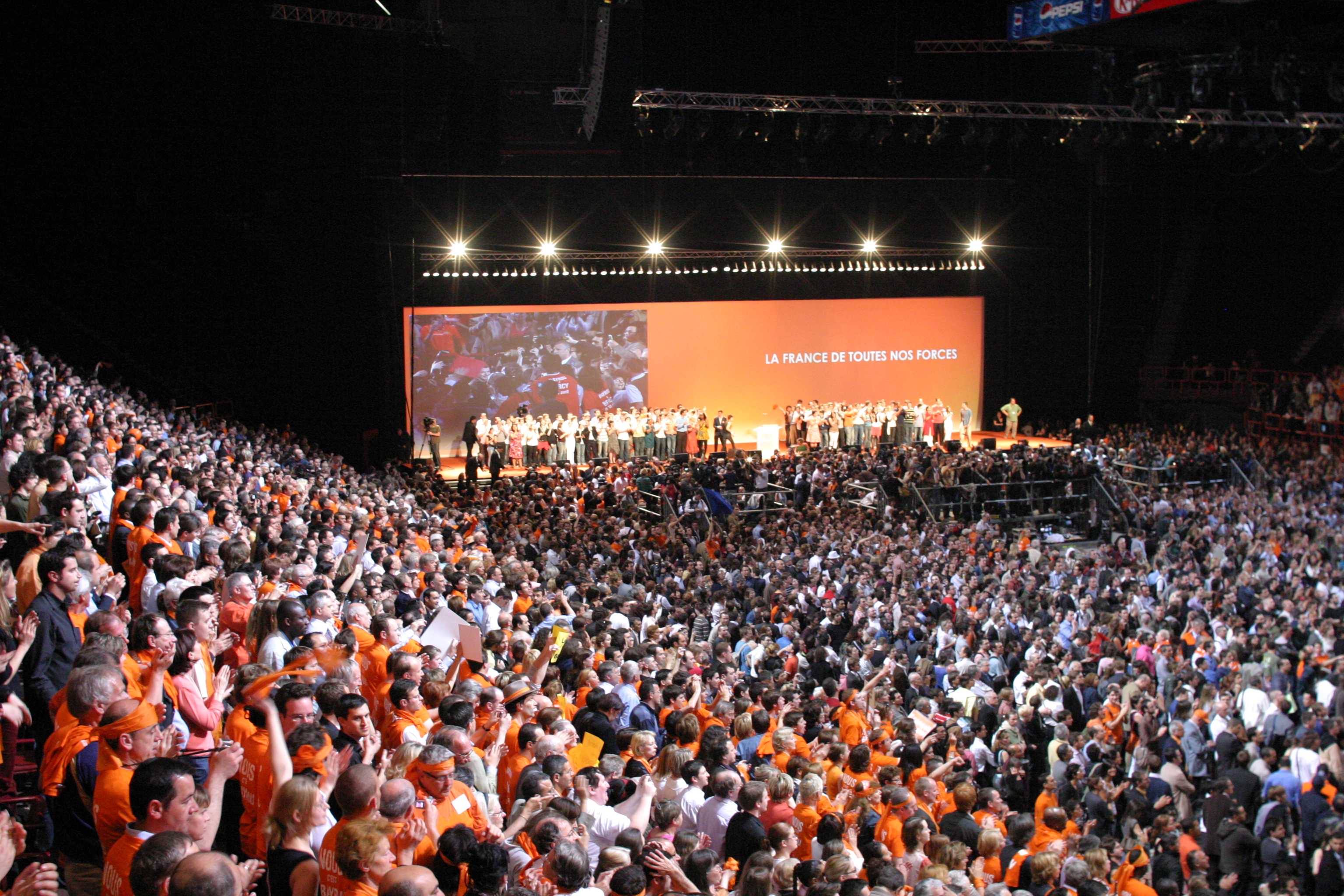
François Bayrou při prezidentské kampani (2007)

Hlavní náplní jsou sportovní utkání nejrůznějšího druhu. Dalšími významnými projekty jsou koncerty francouzských i zahraničních zpěváků a hudebníků. Kromě toho nabízí POPB též různé typy představení, kulturních a společenských událostí jako opery, taneční vystoupení, sjezdy politických stran, vědecké konference apod.

### Sportovní události

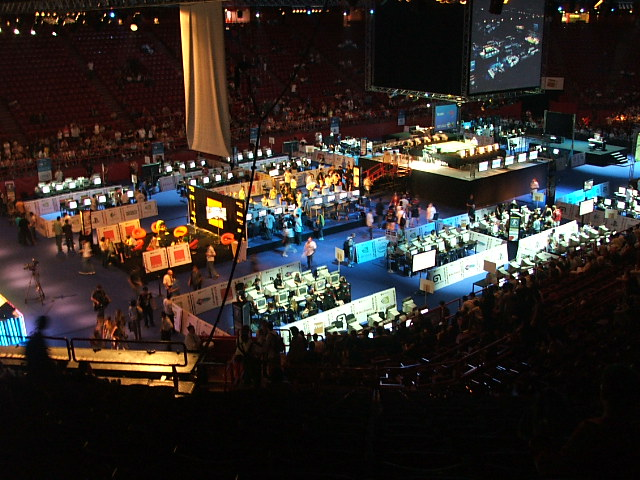
Mistrovství světa videoher (2006)

Aréna se stala dějištěm mnoha sportovních událostí:
- Akrobatické lyžování
- Atletika: Halové mistrovství Evropy (1994), Halové mistrovství světa (1997)
- Basketbal: finále francouzských mistrovství mužů i žen, Mistrovství Evropy (1999), NBA Europe Live Tour (2006)
- Bojová umění: 25. festival bojových umění (27. března 2010)
- Box
- Dráhová cyklistika
- Gymnastika
- Halový fotbal
- Házená
  - Mistrovství světa v házené mužů (2001,2017)
  - Mistrovství světa v házené žen (2007)
  - Mistrovství Evropy v házené žen (2018)
- Judo
- Krasobruslení
- Lední hokej: finále Mistrovství Francie (2007, 2008), část zápasů Mistrovství světa 2017
- Motokáry
- Motokros
- Jezdectví, parkur
- Stolní tenis: Mistrovství světa (2003)
- Tenis: Paris Masters (1986–2024)
- Videohry: Mistrovství světa (2006), Blast Paris Major 2023 (Counter-Strike: Global Offensive)
- Volejbal
- Wrestling

### Koncerty
První koncert zde odehrála skupina Scorpions.
- AC/DC
- Aerosmith
- Alicia Keys
- Bénabar
- Beyoncé
- Björk
- Black Eyed Peas (2010)
- Blink-182 (2004)
- Bon Jovi (2010)
- Britney Spears
- Bruce Springsteen
- Céline Dion (1995, 1996, 2008)
- Cranberries
- Daft Punk
- Deep Purple
- Depeche Mode
- Destiny's Child
- Dire Straits
- Coldplay
- Eagles
- Elton John
- Eros Ramazzotti
- Eminem (2001, 2003)
- Eric Clapton
- France Gallová
- Green Day
- Guns N' Roses
- Gwen Stefani
- Cher
- Chris Brown
- Christina Aguilera (2006)
- Iron Maiden (2008)
- Jay-Z (2010)
- Jean-Michel Jarre (2010)
- Johnny Hallyday
- Jonas Brothers (2009)
- Justin Timberlake,
- Kiss (2008)
- Kylie Minogue
- Lady Gaga (2010)
- Laura Pausini
- Linkin Park
- Madonna (od 1990 každé turné)
- Manu Chao
- Mariah Carey (1996, 2000, 2003)
- Marilyn Manson
- Metallica (2009)
- Michael Bublé (2010)
- Mika (2010)
- Muse
- Mylène Farmer (1989, 1996, 2000, 2006)
- Offspring
- Paul McCartney
- Peter Gabriel (2010)
- Phil Collins
- Pink
- Pink Floyd
- Placebo
- Prince
- Radiohead
- Rammstein (2009)
- Red Hot Chili Peppers
- R.E.M.
- Rihanna (2010)
- Rolling Stones
- Shakira
- Simon & Garfunkel (2004)
- Slayer
- Slipknot
- Smashing Pumpkins
- Sting
- Steve Winwood (2010)
- Stevie Wonder
- The Who
- Tina Turner (2009)
- Tokio Hotel (2007, 2008, 2010)
- U2
- Vanessa Paradis (2007)
- Whitney Houston (2010)
- Roger Waters (2011)
- The Cure (2008)
- Zucchero

### CD a DVD natočené v hale
Na mnohých koncertech uskutečněných v hale byl pořízený záznam vydán na nosičích (výběr):
- 1987: Johnny Hallyday – Johnny à Bercy
- 1990: Johnny Hallyday – Dans la chaleur de Bercy
- 1991: Madonna – In Bed with Madonna
- 1992: Johnny Hallyday – Bercy 92
- 1993: France Gallová – Simple Je – Débranchée à Bercy
- 1995: Johnny Hallyday – Lorada Tour
- 1996: Mylène Farmer – Live à Bercy
- 1997: Phil Collins – Live And Loose In Paris
- 2000: Mylène Farmer – Mylenium Tour
- 2001: Depeche Mode – One night in Paris
- 2001: Youssou N'Dour – Le Grand Bal à Bercy
- 2001: Alpha Blondy – Paris Bercy
- 2002: Garou – Live à Bercy
- 2003: Placebo – Soulmates Never Die – Live in Paris 2003
- 2004: Phil Collins - Finally...The First Farewell Tour
- 2005: Youssou N'Dour - Bercy 2005
- 2006: Mylène Farmer – Avant que l'ombre... À Bercy
- 2007: Daft Punk – Alive 2007
- 2007: The Who – Live in Paris – Tour 2007
- 2008: Linkin Park – LPTV European Tour 2008
- 2008: Vanessa Paradis – Divinidylle Tour
- 2008: Céline Dion – Taking chances World Tour